# Anna-Theresa Kluchert
Anna-Theresa Kluchert (ur. 13 listopada 1988 w Staaken) – niemiecka wioślarka.

## Osiągnięcia
- Mistrzostwa Świata Juniorów – Banyoles 2004 – czwórka podwójna – 1. miejsce[1].
- Mistrzostwa Świata Juniorów – Brandenburg 2005 – czwórka podwójna – 1. miejsce[1].
- Mistrzostwa Europy – Poznań 2007 – dwójka podwójna – 9. miejsce[1].